# Tor (chi cá)
Tor là một chi cá chép bản địa với nhiều loài cá Mahseer

## Các loài
Hiện hành có 16 loài được ghi nhận trong chi này:
- Tor ater T. R. Roberts, 1999
- Tor dongnaiensis H. Đ. Hoàng, H. M. Phạm, J.-D. Durand, N. T. Trần & P. D. Phan, 2015 (Dongnai mahseer) [1]
- Tor hemispinus Y. R. Chen & X. L. Chu, 1985
- Tor khudree (Sykes, 1839) (Black mahseer)
- Tor kulkarnii Menon, 1992 (Dwarf mahseer)
- Tor laterivittatus W. Zhou & G. H. Cui, 1996
- Tor mosal (F. Hamilton, 1822) [1]
- Tor mekongensis H. Đ. Hoàng, H. M. Phạm, J.-D. Durand, N. T. Trần & P. D. Phan, 2015 (Mekong mahseer) [1]
- Tor polylepis W. Zhou & G. H. Cui, 1996
- Tor putitora (F. Hamilton, 1822) (Himalayan mahseer)
- Tor remadevii Kurup & Radhakrishnan, 2011 [2]
- Tor sinensis H. W. Wu, 1977 (Chinese mahseer)
- Tor tambra (Valenciennes, 1842)
- Tor tambroides (Bleeker, 1854) (Malayan mahseer)
- Tor tor (F. Hamilton, 1822) (Red-finned mahseer)
- Tor yingjiangensis Z. M. Chen & J. X. Yang, 2004